# Vilamajor (universitat)

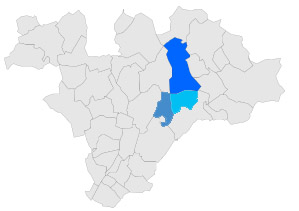
Batllia de Vilamajor abans del 1599:
Sant Pere de Vilamajor i Santa Susanna de Vilamajor
Sant Antoni de Vilamajor
Cardedeu

Vilamajor fou una universitat sota domini comtal i reial (dels comtes de Barcelona) i comprenia els territoris dels actuals municipis de Sant Pere de Vilamajor, Sant Antoni de Vilamajor i Cardedeu, al Vallès Oriental. Té l'origen en una vila fiscal romana situada on ara és el nucli històric de la Força de Vilamajor (Sant Pere de Vilamajor). També fou una batllia reial dins de la Sotsvegueria del Vallès. Es conegué amb els noms llatins de Vilamagore i Vilamaiore.

## Vilamagore

### Origen i composició
A la comarca del Vallès, Vilamajor era una vila romana que no era propietat de cap persona sinó de l'Estat. Era una vila fiscal, que dominava sis viles més: la Villa Brucarias, la Villa Cannes, la Villa Rasa, la Villa Goma, la Villa Riffa i Alcozi. La Villa Maiore era, a més, la seu de la parròquia, des de sempre dedicada a Sant Pere. No es conserven ni l'església primitiva (preromànica) ni la que la succeí (romànica), amb l'excepció de la làpida d'un prevere, anomenat Orila, mort als 80 anys el 872 dC. El 1600 es beneí l'església goticorenaixentista actual.
| Vila romana                            | Situació                   | Municipi actual          |
| -------------------------------------- | -------------------------- | ------------------------ |
| Villa Maiore (Vilamajor)               | la Força de Vilamajor      | Sant Pere de Vilamajor   |
| Villa Brucarias (Brugueres)            | veïnat de Brugueres        | Sant Pere de Vilamajor   |
| Villa de Cannes (Canyes)               | veïnat de Canyes           | Sant Pere de Vilamajor   |
| Villa Rasa (Vila-rasa)                 | el Pla de Sant Antoni      | Sant Antoni de Vilamajor |
| Villa Goma (Vilagomà)                  | Vilanova de Vilamajor      | Sant Antoni de Vilamajor |
| Villa Riffa (Rifà)                     | Sant Jaume de Rifà         | Sant Antoni de Vilamajor |
| Alcozi (el Fou)                        | Sant Julià del Fou         | Sant Antoni de Vilamajor |
| i també en depenien les parròquies de: | a l'actual:                | Municipi actual          |
| Caritulo                               | Santa Maria de Cardedeu    | Cardedeu                 |
| Sancta Susagna (Santa Susanna)         | Santa Susanna de Vilamajor | Sant Pere de Vilamajor   |

### Història

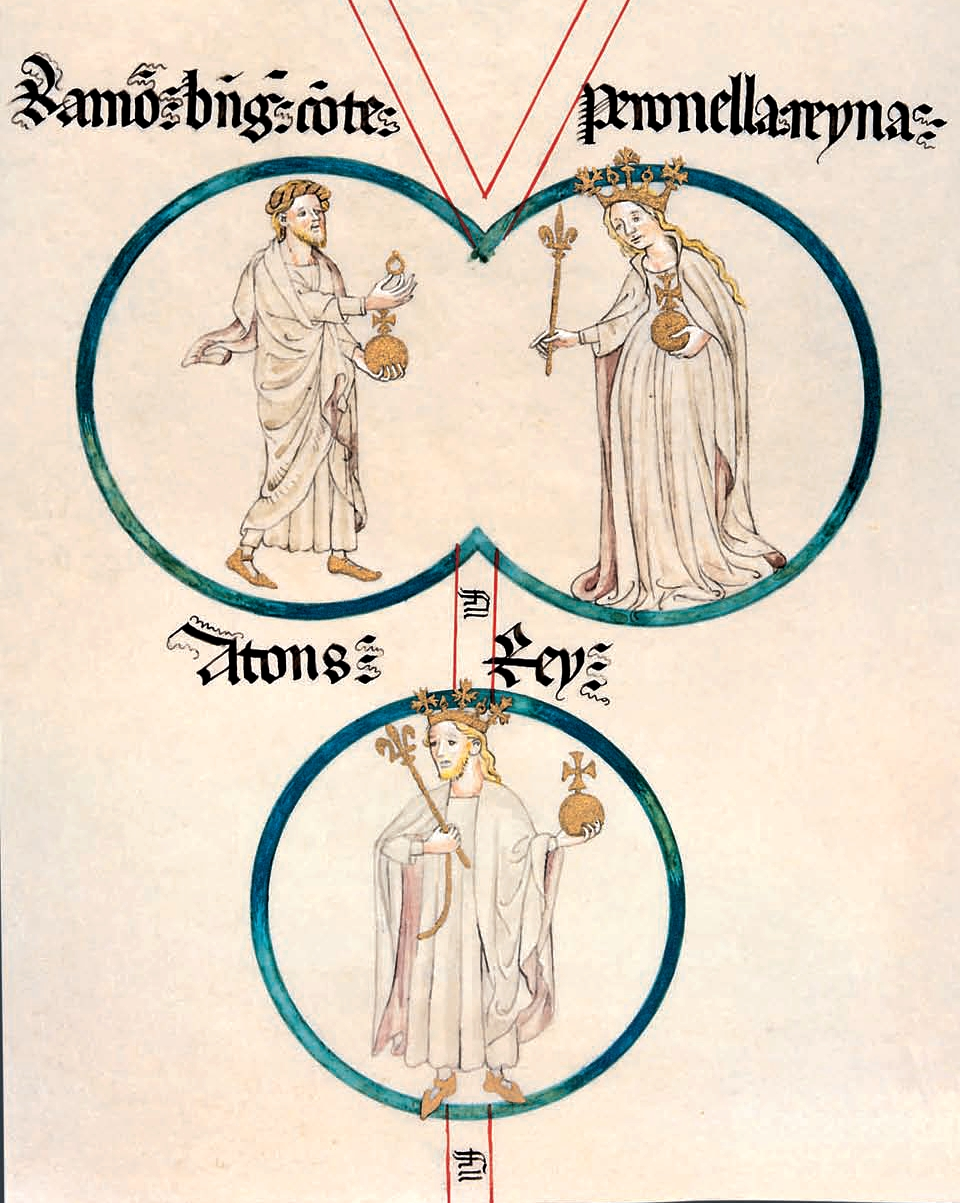
L'infant Alfons el Cast, fill de Ramon Berenguer IV i Peronella d'Aragó, nasqué a Sant Pere de Vilamajor

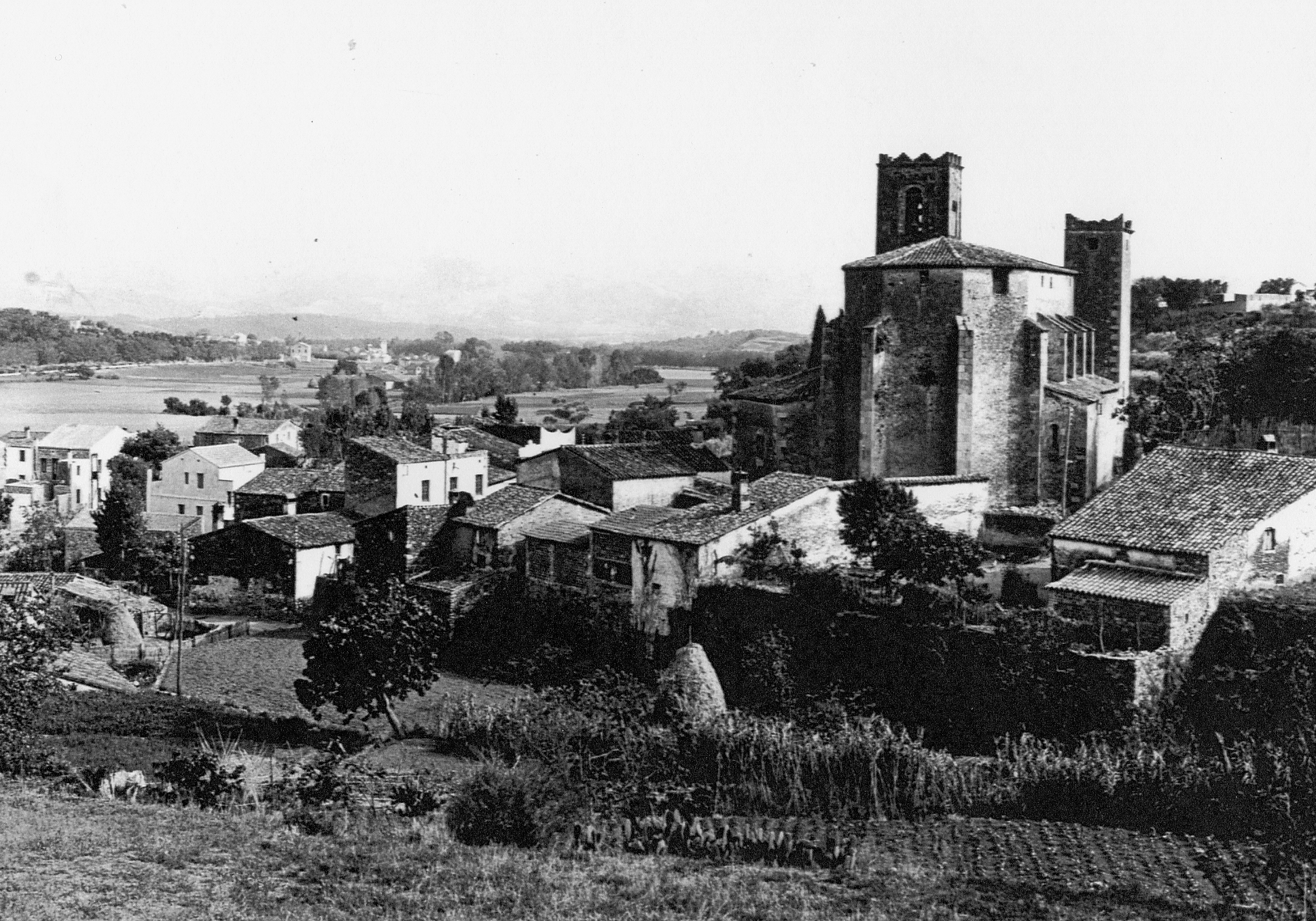
la Força de Vilamajor

Vilamajor era en el seu origen una vila fiscal, propietat de l'Estat. A l'edat mitjana, no depenia de cap baró o senyor, com els pobles veïns, sinó que depenia dels comtes de Barcelona, que hi construïren un castell. Del castell de Vilamajor també en depenien dues parròquies més: la de "Caritulo" (Cardedeu) i la de "Santa Susanna". Al segle xi, el castell s'amplià amb la construcció d'un palau comtal on hi residiren algunes temporades els comtes i hi nasqué el rei Alfons el Cast.

#### Els privilegis
El 1383, el rei Pere el Cerimoniós concedí a Vilamajor i als nuclis que el formaven el títol de "Carrer i Braç de Barcelona" i el rei Joan el Caçador ho rectificà afegint-hi el títol de Membre de Barcelona, i disposà que tots els veïns de Vilamajor poguessin gaudir de tots els privilegis, llibertats, gràcies, franqueses, usos i costums que havien estat concedits a la ciutat de Barcelona.

### Fragmentació
L'any 1599, Cardedeu s'independitzà de Vilamajor (fins aleshores era costum que el Batlle de Vilamajor s'anés alternant entre Vilamajor i Cardedeu).
El 29 de desembre de 1822 el municipi de Sant Antoni de Vilamajor se segregà de Vilamajor i, a partir de llavors, fou oficialment un municipi independent amb el seu propi ajuntament. La Vilanova de Vilamajor va adoptar com a nom oficial el de Sant Antoni de Vilamajor, en honor del seu copatró Sant Antoni (l'altre és Sant Lleïr). Amb el temps, el nucli urbà de Sant Antoni ha superat en nombre d'habitants el de la «Vilavella» i el topònim Vilamajor encara hi és molt viu, ja que dona nom al poble mateix i a diverses entitats locals com l'Handbol Vilamajor o la Ràdio Vilamajor.
La parròquia de Santa Susanna de Vilamajor es manté independent eclesiàsticament de la de Sant Pere de Vilamajor; però, en canvi, pertany al seu terme municipal.

## Fira medieval
Des del 1992, a Sant Pere de Vilamajor se celebra una fira medieval per rememorar les estades dels comtes catalans al castell de Vilamajor. Durant els primers anys, s'hi representà un retaule teatral, obra de Francesc Bardera i dirigit per Alfred Lucchetti. Se celebra el primer cap de setmana de juliol.